# Preston (Nowy Jork)
Preston – miasto w Stanach Zjednoczonych, w stanie Nowy Jork, w hrabstwie Chenango.